# Vanellus vanellus

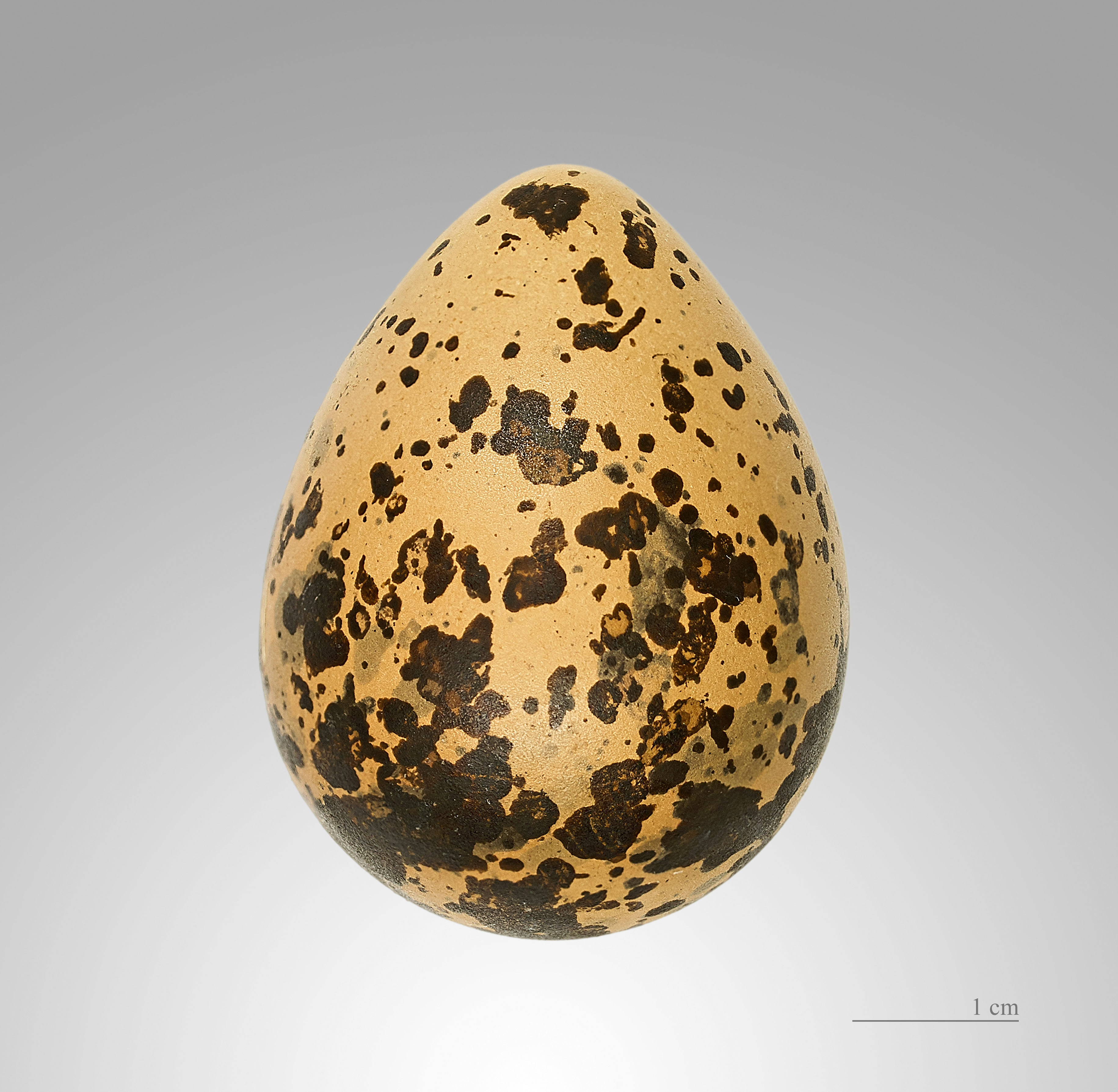
Huevos de Vanellus vanellus

La avefría europea (Vanellus vanellus) es una especie de ave Charadriiforme de la familia Charadriidae. Es un ave muy fácil de ver en España de octubre a marzo, durante los meses más fríos, de donde deriva su nombre común.

## Características
Es de colores vivos: vientre blanco, pecho negro y parte superior de las alas de color verdiazul. Además tiene un característico penacho en lo alto de la cabeza. Al volar se distingue por su batir de alas lento, semejante al de una mariposa. Visto desde abajo cuando vuela se distinguen dos franjas de color blanco y negro. Mide de 28 a 31 cm de pico a cola.

## Comportamiento
Gregaria, suele criar en grupos, en tierras de labranza y campos extensos. Conocida en algunos lugares de Castilla y León como francesina. También se la conoce como "pibi" por el característico sonido que emite.

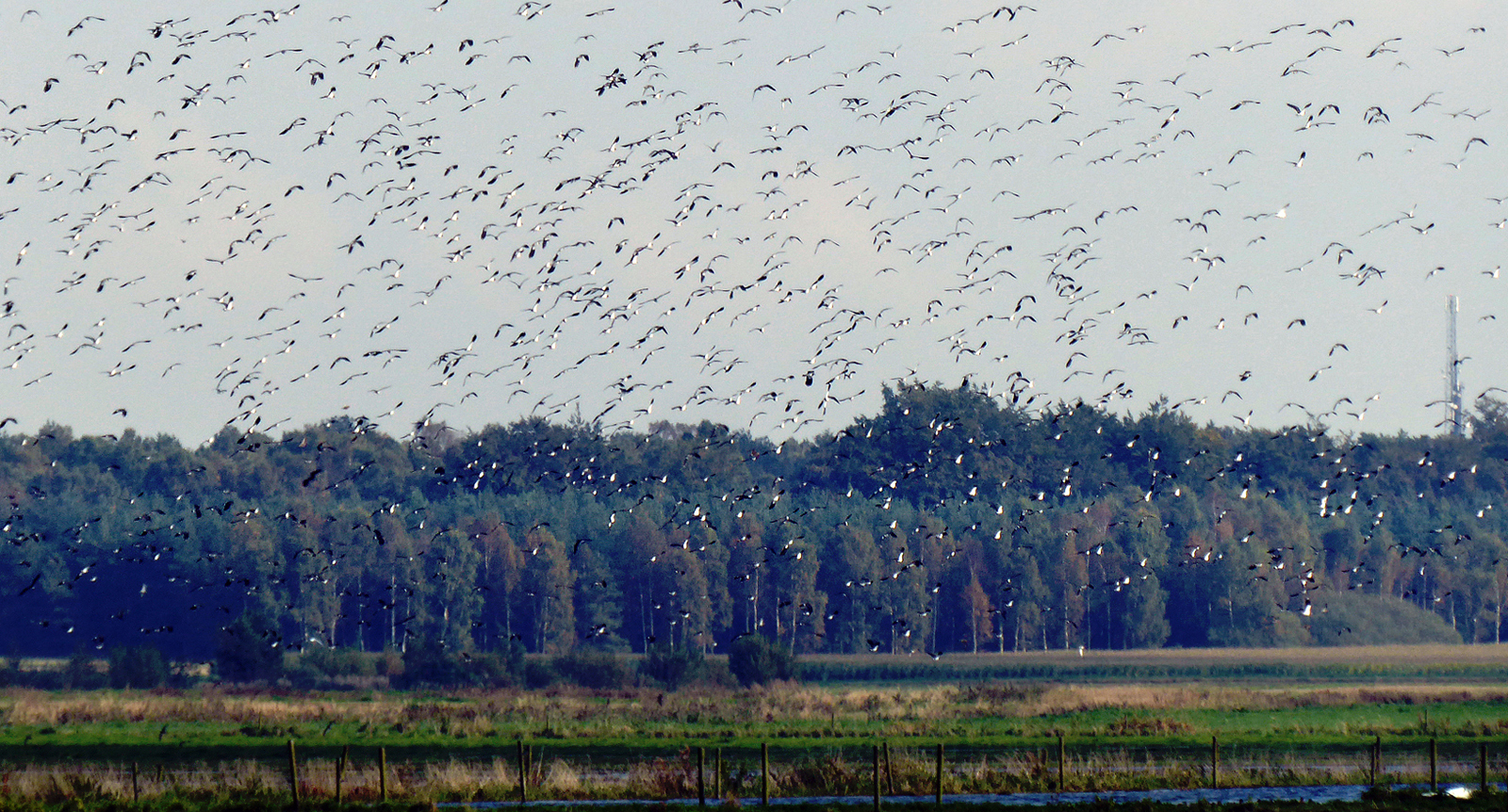
Una bandada de aproximadamente 3000 individuos en Ystad en 2017.